# Červené Poříčí
Červené Poříčí (en allemand : Kronporitschen, précédemment : Kron-Poritschan ou Rothporitschen) est une commune du district de Klatovy, dans la région de Plzeň, en République tchèque. Sa population s'élevait à 239 habitants en 2021.

## Géographie
Červené Poříčí se trouve à 12 km au nord de Klatovy, à 27 km au sud-sud-est de Plzeň et à 106 km au sud-ouest de Prague.
La commune est limitée par Vřeskovice et Borovy au nord, et par Švihov à l'est, au sud et à l'ouest.

## Histoire
La première mention écrite de la localité date de 1318.

## Patrimoine

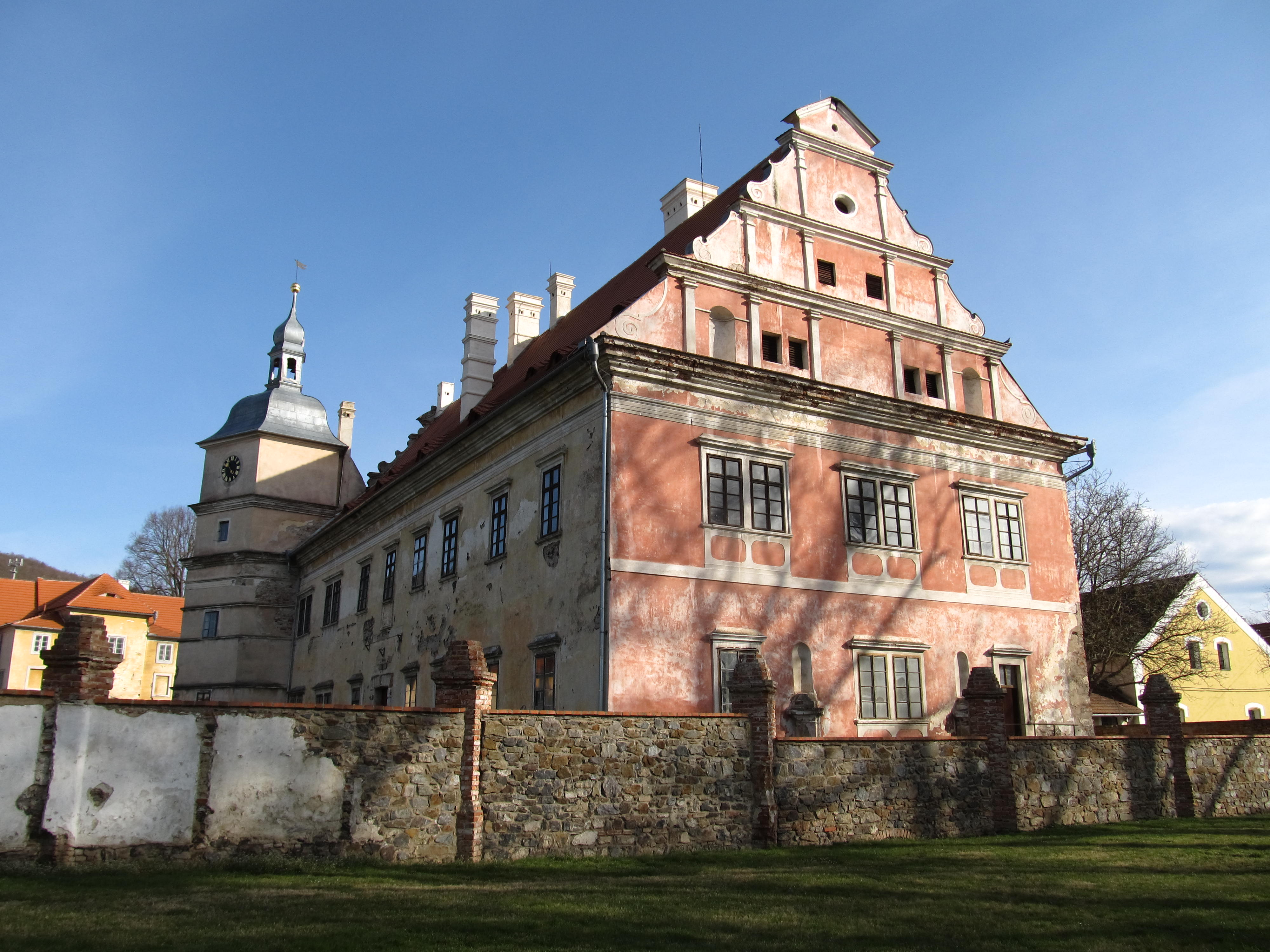
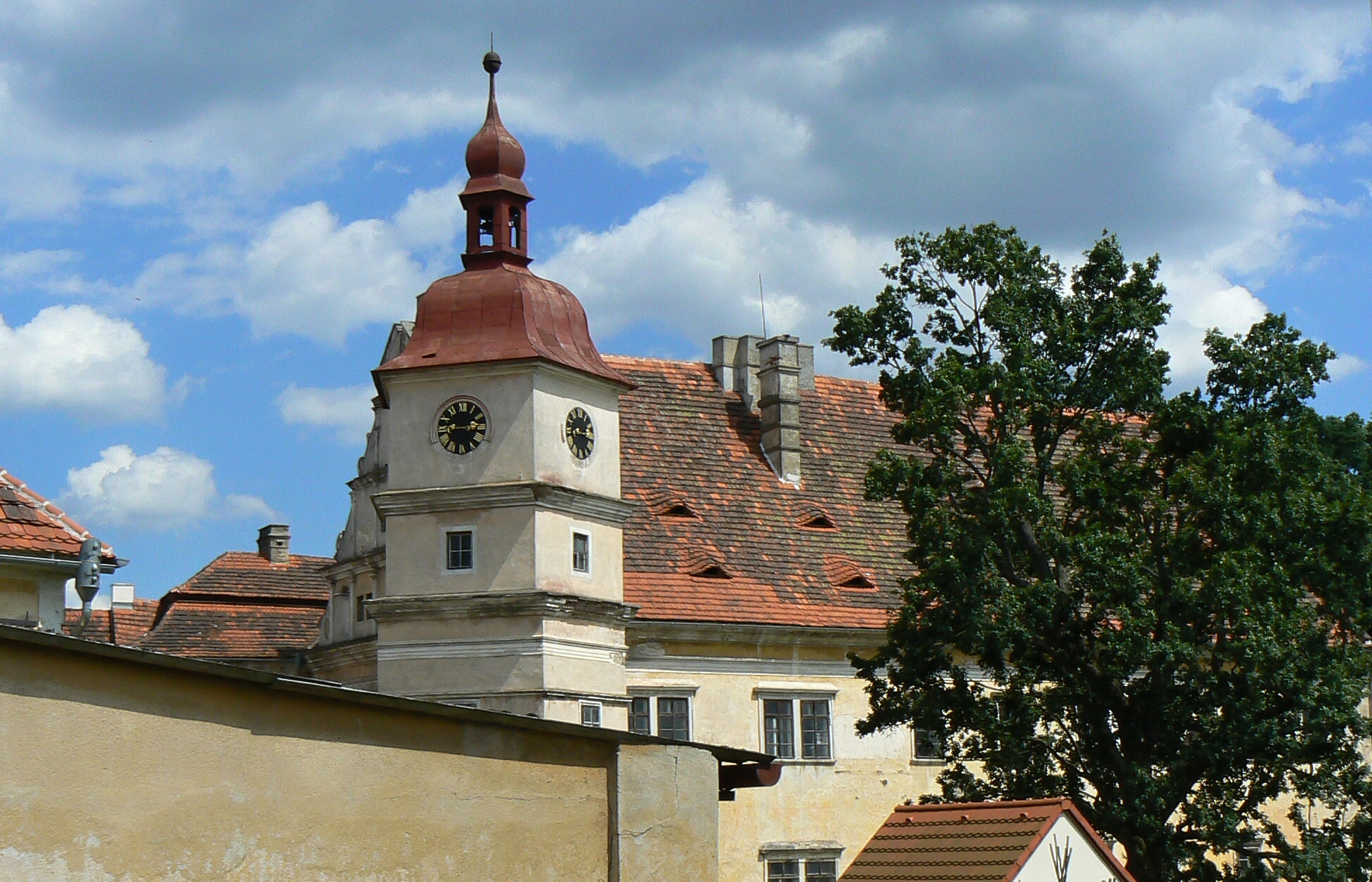

Château de Červené Poříčí

## Transports
Par la route, Červené Poříčí se trouve à 13 km de Klatovy, à 31 km de Plzeň et à 119 km de Prague.